# علی پالا
علی پالا (انگلیسی: Ali Pala؛ زادهٔ ۹ آوریل ۱۹۹۰) بازیکن فوتبال اهل آلمان است.
از باشگاه‌هایی که در آن بازی کرده‌است می‌توان به باشگاه فوتبال اشتوتگارت اشاره کرد.